# Horma Ould Babana
Horma Ould Babana, né le 12 mars 1912 à Mederdra (Afrique-Occidentale française) et décédé le 1er juillet 1980, est un homme politique français d'origine mauritanienne.

## Biographie
Le 10 novembre 1946, il devient le premier député de la Mauritanie à l'Assemblée nationale française.
Horma Ould Babana est né le 12 mars 1912 à Mederdra en Mauritanie. Issu d'une famille modeste, il est originaire de la tribu des Ida ou Ali et affilié à la confrérie Tijaniya[réf. nécessaire]. Interprète des cadres locaux, puis commis des services administratifs et financiers de l'Afrique Occidentale Française (AOF), il se présente aux premières élections législatives tenues en Mauritanie après l'application de la Constitution de 1946. Candidat SFIO, il est soutenu par les socialistes sénégalais, Lamine Gueye et Léopold Sédar Senghor. Lors des élections du 10 novembre 1946, il s'oppose à l'administrateur des colonies, Yvon Razac, appuyé par l'administration française et les chefs maures traditionnels. Horma Ould Babana l'emporte avec 6 177 voix devant Razac (3 209 voix) et Souleymane Diop (65 voix), les abstentions s'élevant à 41,3 %. Le 8 décembre 1946, Horma Ould Babana est également élu président du Conseil général du territoire de la Mauritanie puis quelques mois plus tard au Grand conseil de Mauritanie.

En 1947, Horma Ould Babana quitte la SFIO et adhère à UDSR. Membre de la Commission des territoires d'outre-mer, il dépose puis retire deux propositions de résolution relatives à l'éducation en AOF et au personnel des hôpitaux des TOM. Le 13 mars 1951, Horma Ould Babana et les députés de l'UDSR déposent une proposition de loi tendant à modifier le décret du 25 octobre 1946 portant création d'assemblées représentatives en AOF.

Le représentant de la Mauritanie prend part à la discussion des interpellations sur les événements de Madagascar (9 mai 1947) et la politique économique et financière du gouvernement dans les TOM. Il intervient à plusieurs reprises sur les projets et propositions de loi intéressant ces territoires : la prise en charge par l'Etat de la rémunération du personnel, la dévaluation des francs coloniaux et plus particulièrement l'application de l'amnistie en Afrique du Nord et l'élection des Conseillers de la République. À cette occasion, il s'élève contre l'amendement de Louis Marin qui projette de réduire la représentation des territoires d'outre-mer à l'Assemblée.

Dans le cadre de la politique intérieure, il s'intéresse à la fixation du budget des dépenses militaires, aux élections cantonales et au renouvellement des conseillers généraux.

Horma Ould Babana soutient la candidature de Léon Blum comme président du gouvernement provisoire de la République et accorde sa confiance au président du conseil Paul Ramadier lors de la crise avec les ministres communistes, le 4 mai 1947. Il vote pour le projet de loi portant statut de l'Algérie, la ratification du plan Marshall et du pacte Atlantique, les conventions collectives du travail et la réforme électorale. Horma Ould Babana refuse, en revanche, la confiance au gouvernement lors du vote sur le renouvellement de l'Assemblée nationale le 12 mai 1951.

Son ralliement à l'UDSR en 1947 coûte à Horma Ould Babana le soutien des personnalités socialistes africaines et il se trouve bientôt contesté en Mauritanie. L'Union progressiste mauritanienne, créée en février 1948 regroupe des chefs traditionnels et de jeunes mauritaniens qui s'opposent et font campagne contre le député Horma Ould Babana. Ce dernier fonde à son tour un mouvement politique en juin 1950, l'Entente mauritanienne, hostile à l'autorité coloniale et à la chefferie traditionnelle. Les deux mouvements s'opposent aux élections de 1951. Le candidat de l'UPM, N'Diaye Sidi el Moktar, homme du Sud incarnant les communautés Ouolof et Maure, l'emporte le 17 juin par 25 039 voix contre 23 649 au député sortant. Horma Ould Babana accuse l'administration de fraude électorale et dépose une demande d'annulation des élections devant l'Assemblée nationale, qui la repousse lors de la séance du 9 août 1951. Les élections législatives du 2 janvier 1956 confirment celles de 1951. N'Diaye Sidi el Moktar, président de l'Assemblée territoriale et député sortant, obtient 106 603 voix contre 17 371 voix à Horma Ould Babana.
Dans la foulée, il est invité au Maroc par Mohammed V, qui l'invite à travailler sur l'idée d'un Grand Rassemblement des peuples maures sous la bannière du Grand Maroc.
Malgré l'échec de ce projet politique, il demeure un conseiller diplomatique très écouté du monarque et permet au Maroc de développer des relations diplomatiques poussées avec les États africains nouvellement indépendants[réf. nécessaire].